# Savisaari (ö i Finland, Norra Savolax, Kuopio, lat 63,05, long 27,98)
Savisaari är en ö i Finland. Den ligger i sjön Juurusvesi och Akonvesi och i kommunen Kuopio i den ekonomiska regionen  Kuopio ekonomiska region  och landskapet Norra Savolax, i den centrala delen av landet, 400 km nordost om huvudstaden Helsingfors. Öns area är 2,7 hektar och dess största längd är 310 meter i sydöst-nordvästlig riktning.